# Бейлаґан
Бейлаґан — місто в Азербайджані, центр Бейлаґанського району, до 1989 року — Ждановськ. Розташований на Мильській рівнині на відстані 20 км від залізничної станції Дашбурун. За 15 км на північний захід від Бейлаґана знаходяться руїни середньовічного міста V—XIII століть Орен-Кала.

## Економіка
Маслосироробний комбінат.

## Видатні особи
У місті народився поет Муджириддин аль-Бейлаґані.